# Aviatisches Museum
Das Aviatische Museum war das erste Luftfahrtmuseum in Berlin und bestand von 1912 bis 1932.

## Geschichte
Als am Anfang des 20. Jahrhunderts die ersten internationalen Wettflüge in Deutschland, z. B. der Lanz-Preis der Lüfte, vor allem in Berlin auf dem Flugplatz Johannisthal stattfanden, wurde das dortige Restaurant von Franz Tolinski zu einem beliebten Treffpunkt der Flugzeugmechaniker, Besucher des Flugplatzes, von Angestellten und Gästen der JOFA AG, der Freiwilligen Feuerwehr und ab 1930 der Sportfreunde Johannisthal.
Tolinski, der sammelte, was man ihm schenkte bzw. was zu Bruch ging, nannte seine Sammlung Reliquien aus verhängnisvollen Aeroplan- und Ballonkatastrophen und gründete das Aviatische Museum, d. h. fliegerisches Museum.

„Die „Fliegerklause“, das „Fliegerheim“ in der Winkelmannstraße 68/Ecke Haeckelstraße (ehemals Friedrichstraße 17/Ecke Roonstraße) war das Aviatische Museum von Franz Tolinski. Entstanden ist die Gaststätte bereits in der Gründerzeit, 1880 wurde es erweitert und 1912 zum Fliegerheim umgestaltet. Die viel besuchte Gaststätte verfügte über ein reichhaltiges und ansehnliches Fliegermuseum mit Fotos und Flugapparate bekannter Flieger sowie auch über viele Bruchteile abgestürzter Flugzeuge und Luftschiffe. Im Volksmund sprach man vom „Bruchmuseum“.“

 1932 kamen alle Exponate als Sammlung Tolinski in die Deutsche Luftfahrtsammlung Berlin. Der Ort ist bis heute eine Kneipe mit dem Namen „Fliegerheim“.